# 平成遠友夜学校

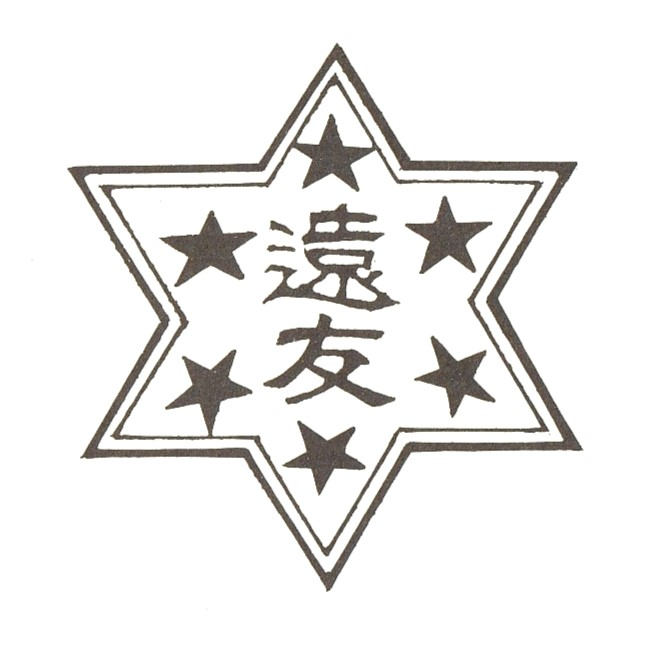
かつての、遠友夜学校校章。

平成遠友夜学校（へいせいえんゆうやがっこう）は、2005年（平成17年）4月1日、元北海道大学副学長の藤田正一が、遠友学舎を会場に創設した常設の市民講座。

## 学校の概略
新渡戸稲造（札幌農学校2期生）が、札幌農学校の教授時代に設立したのが、かつての遠友夜学校であった。新渡戸は、国際連盟書記局事務局次長まで務め、教育者としても知られている。
その遠友夜学校は、学ぶ意欲を持ちながらも、昼間は学校に通えない子どもたちや、晩学者を対象としていた。それを市民の協力のもと、宮部金吾、有島武郎、半澤洵といった教員らが、学校の運営にあたった。彼らは、札幌農学校や後身の北海道帝国大学（北大）の有名教授である。教師役を務めたのは、その教授らのほか、500人にのぼる、札幌農学校や北大の学生らであった。
1894年（明治27年）から、終戦直前の1944年（昭和19年）まで、50年間の長きにわたり、教育の場として、役割を全うした。場所は、札幌市中央区南4条西4丁目2-1、歓楽街すすきのの東端で、豊平橋近くの豊かでない地域にあった。日本のボランティア活動の先駆けである。
「遠友」の名は、「友あり遠方より来る、また楽しからずや」の句に由来する。北海道大学の元副学長・藤田正一は、その精神も受け継ぎ、平成遠友夜学校を創立した。2005年（平成17年）4月1日のことである。来る2025年4月には、創立20周年を迎える。
平成遠友夜学校は、北海道大学の教員や学生らが、無給で教師役を務める、無料の市民講座である。その校舎（鉄筋コンクリート造・一部木造建築）が、「遠友学舎」である。それは、向学心あふれる市民と北海道大学の教員や学生らが共に学び合う、白熱の教室となっている。
教師役は、自薦他薦で随時受けつけている。

## 創立とその後の経緯
北海道大学創基125周年記念事業の一環として建設の始まった、北海道大学同窓会館が、2001年（平成13 年）９月１日に開館した。建築物の名称は、「遠友学舎」である。
北海道大学構内の札幌市北区北18条西7丁目の、馬術部練習場跡地に建設された。第２農場の牧牛舎｜モデルバーン（模範家畜房）とも隣接している。
会館の名称は、新渡戸稲造夫妻が開いた無料私塾「遠友夜学校」に由来する。遠友学舎は、21世紀版の夜学校として、新渡戸の描いた理想を再び母校に具現化するためそこに建設された。
2002年（平成14年）4月1日、山本玉樹（北海道大学講師）と藤田正一（北海道大学名誉教授・元北海道大学副学長）は、同会館を会場とする、常設の一般公開講義「クラーク講座」（代表・山本玉樹）を創設した。
2005 年（平成17年）4月1日には、藤田正一は、その「クラーク講座」とは別に、同会館を会場とする、常設の市民講座を創設した。それが、「平成遠友夜学校」である。
2007年（平成19年）5月30日、北海道大学名誉教授であった半澤洵の親族から、同大学に寄贈された、「半澤洵」の胸像が、その遠友学舎内に設置された。半澤は、「遠友夜学校」の創設期から、閉校後の跡地管理時代に至るまで、ボランティアの教師、理事、理事長、代表、校長として、長きにわたり奉仕活動を続けた人物である。その間に半澤は、札幌農学校の学生からその後身である北海道帝国大学（北大）の教授にまでなっている。
平成遠友夜学校の校長である、藤田正一は、2008年9月上梓の自著『クラーク魂―まぐれで北大副学長になった男の半生―』（柏艪舎発行）の 、「クラーク講座と平成遠友夜学校」の章において、クラーク講座や平成遠友夜学校を開設した経緯と、その開設時の状況を記述している。
2014年（平成26年）8月21日、「平成遠友夜学校」の活動の一環として、高校生を対象に無料の学習支援を行う、大学生ボランティア団体「ゆうがく班」が結成された。2023年10月現在、その「ゆうがく班」は、「ゆうがく」と改称されている。

## 平成遠友夜学校の校外活動

### 学習支援の出前
2015年（平成27年）9月1日発行の季刊誌『北海道大学総合博物館ボランティアニュース』No.38号に、北海道大学理学部の3年生は、活動報告書を掲載している。タイトルは、「出前『平成遠友夜学校』｜苫前町での『寺子屋』」である。町からの依頼に応えるかたちで、同年8月の4日間、6人の北大生らが、北海道留萌管内の苫前町へ出向いて、学習支援の出前を行なった。地元の中学生や高校生へのその出前学習支援の様子が紙面に掲載されている。なお、先生役も生徒らも、双方とも、夏期休暇を利用した。

### 「ゆうがく」（学習支援ボランティア団体）という存在
2017年（平成29年）10月17日、学習支援ボランティア団体「ゆうがく」は、「札幌市若者支援総合センター」を会場に加え、活動内容等を一層充実させた。
「ゆうがく」は、2014年（平成26年）8月21日、「平成遠友夜学校」内に結成された「ゆうがく班」を前身とする団体で、その活動の精神・内容等を継承している。
学習支援等にあたるボランティアには、「学習支援等のボランティアに興味のある大学生、子どもたちの力になりたい大学生（北大生以外もOK）で、生徒さんを大切にできる方」というのを入会の条件としたが、大学院生・短大生・専門学校生は無条件に該当者とし、社会人も入会できるとした。さらに、学習支援等の主な対象を、高校生に限らず、「小学生・中学生・高校生及びその他の若者」と範囲を広げた。
利用者の参加には、登録や強制などの制限事項はなく、自主管理とした。新たな会場は、交通の便も考慮し、公共施設である「札幌市若者支援総合センター」と決定した。無料で会場を利用させてもらうことから、「共同事業」として実施することとなった。一方、札幌市若者支援総合センターの内部では「自習生のサポート」と位置づけられた。会場では、途中入室や途中退出も自由で、教師も生徒も、双方にとって、負担や義務が伴わず、友人として共に成長できる場を提供することとした。2022年（令和4年）4月1日現在、代表は、北海道大学の2年生が務めている。